# Boreoheptagyia phoenicia
Boreoheptagyia phoenicia är en tvåvingeart som beskrevs av Moubayed 1993. Boreoheptagyia phoenicia ingår i släktet Boreoheptagyia och familjen fjädermyggor.
Artens utbredningsområde är Libanon. Inga underarter finns listade i Catalogue of Life.